# Вербовий Олексій Петрович
Олексі́й Петро́вич Вербови́й (нар. 1899 — пом. 1978) — передовик сільського господарства Української РСР, Герой Соціалістичної Праці (1948).

## Життєпис
Народився 1899 року у селі Ганно-Леонтовичеве, нині — Устинівський район Кіровоградської області, в селянській родині. Українець.
Здобув початкову освіту. У 12-річному віці розпочав трудову діяльність наймитом. Одним з перших вступив до сільгоспартілі.
У 1933 році закінчив аграрний технікум у місті Прилуки. Працював нормувальником, бригадиром, керуючим відділком. Член ВКП(б) з 1940 року.
У червні 1941 року призваний до лав РСЧА Врадіївським РВК Одеської області. Учасник німецько-радянської війни з липня 1941 року. Пройшов усю війну як мінер 163-го військово-будівельного загону 9-го фронтового управління оборонного будівництва, був парторгом роти, двічі поранений.
Після демобілізації — керуючий відділком № 2 насінницького радгоспу імені 25 Жовтня Первомайського району Одеської (нині — Миколаївської) області. У 1947 році робітники очолюваного ним відділку зібрали по 30.2 центнера зернових з 1 гектара на площі у 63.5 гектари.
У подальшому, до виходу на пенсію, працював у системі радгоспів.
Помер у лютому 1978 року. Похований в місті Первомайську Миколаївської області на кладовищі по вулиці Кам'яномостівській.

## Нагороди
Указом Президії Верховної Ради СРСР від 26 лютого 1948 року Вербовому Олексію Петровичу присвоєне звання Героя Соціалістичної Праці з врученням ордена Леніна і золотої медалі «Серп і Молот».
Також нагороджений орденом «Знак Пошани» (1939) і медалями, у тому числі «За відвагу» (27.12.1943).